# Dipseudopsis modesta
Dipseudopsis modesta är en nattsländeart som beskrevs av Banks 1911. Dipseudopsis modesta ingår i släktet Dipseudopsis och familjen Dipseudopsidae. Inga underarter finns listade i Catalogue of Life.